# Xavier Rohart
Pour les articles homonymes, voir Rohart.
Xavier Rohart, né le 1er juillet 1968 à Thionville, est un marin de l'équipe de France de voile olympique. Licencié au YC La Pelle à Marseille, il est présent sur le circuit international de Star depuis 2001 après plus de 10 ans en Finn. Il a participé cinq fois aux Jeux Olympiques, 2 fois en Finn et 3 en Star, remportant une médaille de bronze avec Pascal Rambeau à Athènes en 2004, étant également sacré deux fois champion du monde, un an avant et un an après son podium olympique, avec le même coéquipier. Il est aujourd'hui secondé par Pierre-Alexis Ponsot. Il est également un des fondateurs de la Star Sailors League dont il est le président. 

## Palmarès

### Jeux olympiques
- 6e des Jeux olympiques d'été de 2008 à Pékin en Star avec Pascal Rambeau.
- Médaille de bronze lors des Jeux olympiques 2004 d'Athènes en catégorie quillard à 2 équipiers, en Star, avec Pascal Rambeau.
- 5e des Jeux olympiques d'été de 2000 à Sydney en Finn.
- 7e des Jeux olympiques d'été de 1992 à Barcelone en Finn.

### Championnat du monde
- Champion du monde en Star en 2003 et 2005
- Vice-champion du monde de Star en 2007
- Troisième des Mondiaux en Finn en 1997 et 1998
- Troisième des Mondiaux en Star en 2002 et 2006

### Championnat d'Europe
- Champion d'Europe en Star en 2015
- Vice-champion d'Europe en Finn en 1997
- Vice-champion d'Europe en Star en 2001
- Vice-champion d'Europe en Star en 2006
- Vice-champion d'Europe en Star en 2019

### Star Sailors League Events
- Vainqueur du Star Sailors League City Grand Slam 2016 à Hambourg en Star.
- Second des Star Sailors League Finals 2016 & 2019 à Nassau en Star.

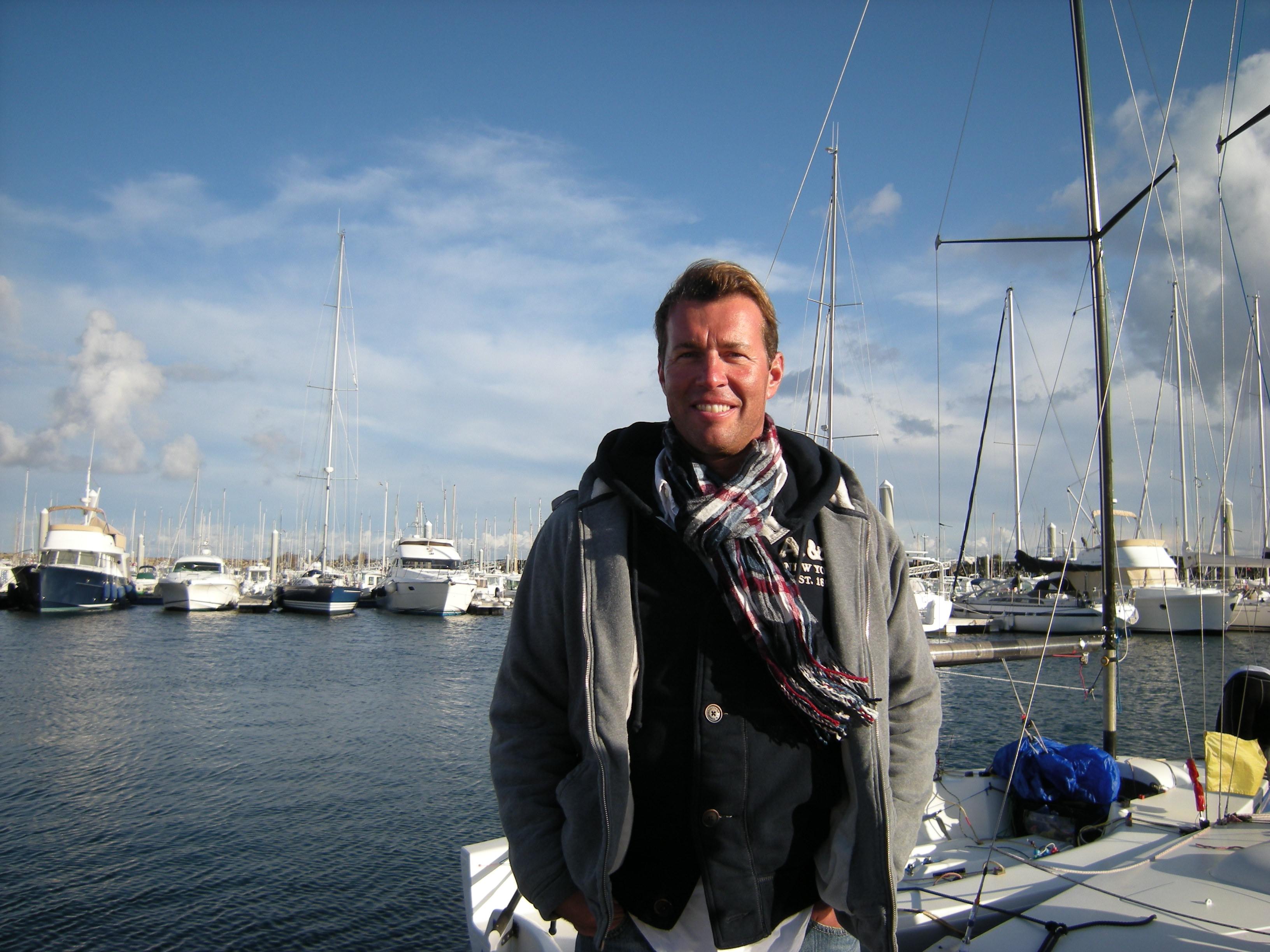
Pierre-Alexis Ponsot, équipier de Xavier Rohart en Star pour les JO de 2012.

- Second du Star Sailors League Breeze Grand Slam 2019 à Riva del Garda en Star.
- Troisième des Star Sailors League Finals 2015 à Nassau en Star.
- 4e des Star Sailors League Finals 2017 à Nassau en Star.
- 6e des Star Sailors League Finals 2013 & 2014 à Nassau en Star.
- 7e des Star Sailors League Finals 2018 à Nassau en Star.Pierre-Alexis Ponsot, équipier de Xavier Rohart en Star pour les JO de 2012.

## Distinctions
- Élu marin de l'année de la Fédération française de voile en 2003 avec son partenaire Pascal Rambeau
- Chevalier de l'ordre national du Mérite (décret du 24 septembre 2004)